# 静岡県立袋井高等学校
静岡県立袋井高等学校（しずおかけんりつ ふくろいこうとうがっこう）は、静岡県袋井市愛野にある県内83校目の県立高等学校。
1976年創立。全日制普通科のみの共学校。校訓は「自立」「連帯」「敬愛」。地元での略称は「袋高」（ロイコー、ふくこう）

## 概要
袋井市域には1949年に普通科を設けた県立袋井高校（旧校）が設置されたが、1959年に商業高校に転換後、袋井市内に普通科を設けた高校は存在しなかった。
一方で、1975年に地元袋井市民から「地元に普通科高校を」という声が挙がり、それを受け地元選出県議会議員を中心に新設校誘致の立地環境を整えて、県立高校増設を計画していた県教育委員会に陳情を行い、浜北市（現浜松市）との誘致合戦の末に1976年に設置された。
開校時は生徒の身だしなみや礼儀作法などの生活指導を徹底していた。時代とともに校風が次第に緩やかになっていき、男子の学帽着用や学校指定の通学バックの自由化が行なわれた。新入生宿泊研修や修学旅行に代わる夏山登山、スキー教室などは廃止になったが、「ロゴスの集い」とよばれる弁論大会は、開校以来続いている。
2010年に同校の知名度向上を目指し、公立高校としては珍しい広報課を設立。同時にマスコットキャラクター「ロイッピー」（下記詳細）が制定された。
2013年、オーストラリアのトマス・ハッサール・アングリカンカレッジと姉妹校提携が成立し、学校設定科目「国際理解・国際交流」を選択した生徒に対し、オーストラリアへの海外研修を実施することとなった。

## 設置学科
- 全日制
  - 普通科
    - 2年次から文系（4クラス）・理系（3クラス）コースに編成
    - 3年次には、文系の中に、文Iコースと文IIコースが設けられる。

文Iは私立大学文系学部、文IIは国公立大学文系学部進学を目指すコース。

## 教育方針
建学の精神
本格的な「人生の展望」を見定め、その実現に立ち向かう「自力の養成」は、高校教育が果たすべき重要な課題である。普通科高校として、学園創造に取り組む本校建学の基調を「志を立つ強靭な人間の育成」におき、この地を一人一人の生徒が、真に「未来につながる人生の知恵を学ぶ」殿堂とする。
校訓
「自立」「連帯」「敬愛」
基本理念
自ら求め、学び、自ら考え、表現できる能力を育て、豊かな情操を養い、心身ともに健全な、次代を担う人間の育成につとめる。
実践目標
「たくましい自力を培う」「確か知性を磨く」「豊かな情操を養う」
校章
地の形は、袋井の台地、さらに県の象徴である富士山をも意味する。三葉は、市樹である槇の葉で、たくましさ、堅実さ、生々発展する生命力をあらわし、三つは生徒・教師・父母の三者の堅い約束により、教育の三大目標の実現を追求してやまない新生高校の未来を象徴したものである。

## 地理
- 学校は袋井市東部の愛野地区に広がる小高い丘を造成した約8万6000m2の敷地内にあり、袋井南中学校、愛野公園に近く、周辺には小笠山総合運動公園や静岡スタジアムエコパ、静岡理工科大学、法多山がある。
- 新設校のため広大な敷地で、1年中緑に囲まれ恵まれた自然環境にあり、初夏にはホトトギスの声を聞きながら授業を受けることができる。校舎南東の裏山の斜面には縦30メートル、横24メートルの「高」の字をかたどった2千本のツツジの大きな植込みがあり、「高の字山」と呼ばれている。生徒が人間的により高く伸び成長してほしいとの願いが込められた袋井高校のシンボルとなっており、東海道本線や東海道新幹線の車内からも見ることができる。

## 沿革
- 1975年 - 県教育委員会昭和51年度開校の新設高校設置場所を袋井市に決定。
- 1975年 - 校舎建築第1期工事起工式挙行・県議会にて、校名を「静岡県立袋井高等学校」とする議決。
- 1976年 - 静岡県立袋井高等学校設立準備委員会事務所を袋井商業高等学校内に開設・袋井市立袋井南中学校を仮校舎として開校・開校入学式挙行、生徒募集定員230名入学（5学級編制）・PTA設立総会開催。
- 1978年 - 校舎落成、創立3周年記念式典挙行。
- 1985年 - 創立10周年記念式典挙行。
- 1995年 - 創立20周年記念式典挙行・海外研修派遣事業開始。
- 2005年 - 創立30周年記念式典挙行・創立30周年記念事業として、全普通教室にエアコン設置。

## 学習
- 50分授業で水・金は6時間、月・火・木は7時間（木は総合の時間を含む）。
- 進路希望を実現するカリキュラム（多様なコースと選択科目）
- 土曜活用（補講）・学習合宿

## 制服
- 男子：詰襟学生服
- 女子：ブレザー、リボン(赤)

## 学校行事
- 4月 - 入学式、対面式、遠足
- 5月 - 校外学習（2年）、茶摘み、野球定期戦（袋井商業高校との定期戦）
- 6月 - 緑風祭（学校祭）
- 7月 - 球技大会（ソフトボール、バレーボール、卓球）
- 9月 - 社会人講話（袋井高校卒業生による講話）
- 10月 - 体育大会、ロゴスの集い（弁論大会。学校創設時からの伝統行事で、ロゴスの集いで優秀な成績を収めた生徒は、全国高校総合文化祭に静岡県の代表として毎年出場し、上位に入賞している）
- 11月 - 疾風祭（文化部発表会）、芸術鑑賞
- 2月 - マラソン大会（男子11km、女子6km）、修学旅行（2年生が、北海道、九州、沖縄地方に3泊4日で実施）、保育体験
- 3月 - 卒業式、球技大会（サッカー、バスケットボール、卓球）

## 部活動
- 文武両道を掲げており、現在12の運動部と11の文化部が活動。
- 運動部では全国大会出場の陸上競技部や弓道部、文化部では吹奏楽部などが知られている。陸上競技部は、毎年インターハイ（全国大会）に出場している伝統部。サッカー部は激戦区静岡で高校選手権県大会ベスト8に進出するなど西部地区の強豪として知られている。

運動部
- 野球
- サッカー（男子）
- 陸上（男女）
- バスケットボール（男・女）
- バレーボール（男・女）
- テニス（男・女）
- 卓球（男女）
- 剣道（男女）
- 水泳（男女）
- ダンス（女子）
- バドミントン（女子）
- 弓道（男女）

文化部
- 国際文化
- 吹奏楽
- 美術
- 書道
- 写真
- 囲碁将棋
- クラシックギター
- パソコン
- 茶華道
- 演劇
- 服飾デザイン

## ロイッピー
2010年に制定された同校のマスコットキャラクター。頭は茶葉、体は同校のシンボルである「高の字山」をイメージし、手には本とペンを持っている。教員の発案に始まり、全校生徒とその家族、教員とその家族からデザインを募集し学園祭などで投票を行い決定された。

## 著名な卒業生
- 笠井健太：サッカー選手（パウリスタFC→鹿島アントラーズ）
- 松下太輔：サッカー選手：現ヴァンフォーレ甲府JrユースGKコーチ（ジュビロ磐田ユース→ジュビロ磐田→ヴァンフォーレ甲府）
- 鈴木卓爾：映画監督
- 松原健之（小松原たけしから改名）：演歌歌手
- 坪井信也：お笑い芸人
- 吉岡亜衣加：シンガーソングライター
- 加藤宏隆：声楽家
- 松井冬子：日本画家

## 交通アクセス
- JR東海道線袋井駅下車 約2.3km、徒歩25分
- JR東海道線愛野駅下車 約2.4km、徒歩25分
- 袋井市自主運行バス袋井駅・中東遠総合医療センター線「袋井高校入口」停留所から徒歩約3分
- 東名高速道路袋井インターまたは掛川インターより、車で15分